# 苞毛茛
苞毛茛（学名：Ranunculus involucratus）为毛茛科毛茛属下的一个种。

## 扩展阅读
- 維基物種上的相關：苞毛茛